# Fronteira (freguesia)
Fronteira es una freguesia portuguesa del concelho de Fronteira.

## Datos básicos
Cuenta con 138,16 km² de superficie y 2.260 habitantes (2001). Su densidad de población es de 16,4 hab/km².